# エーミールと探偵たち
『エーミールと探偵たち』（エーミールとたんていたち、Emil und die Detektive）は、1929年にドイツのエーリッヒ・ケストナーによって書かれた児童文学。日本では小松太郎や高橋健二らの訳出による岩波書店から刊行された『エミールと探偵たち』が一般的な題名である。
エリザベス皇太后は原書と英訳版、計2度読んだという。
後日譚として『エーミールと三人のふたご』があり、そちらも映画化されている。
アストリッド・リンドグレーンの「エーミール」シリーズとは無関係。

## あらすじ

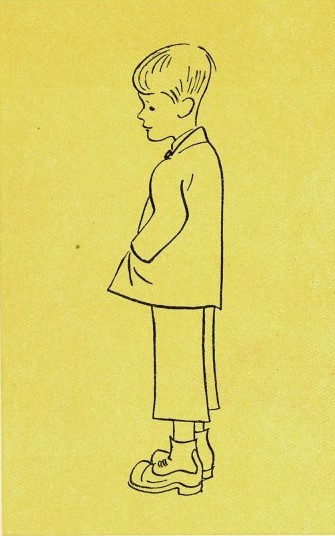
エーミール。ワルター・トリヤー絵

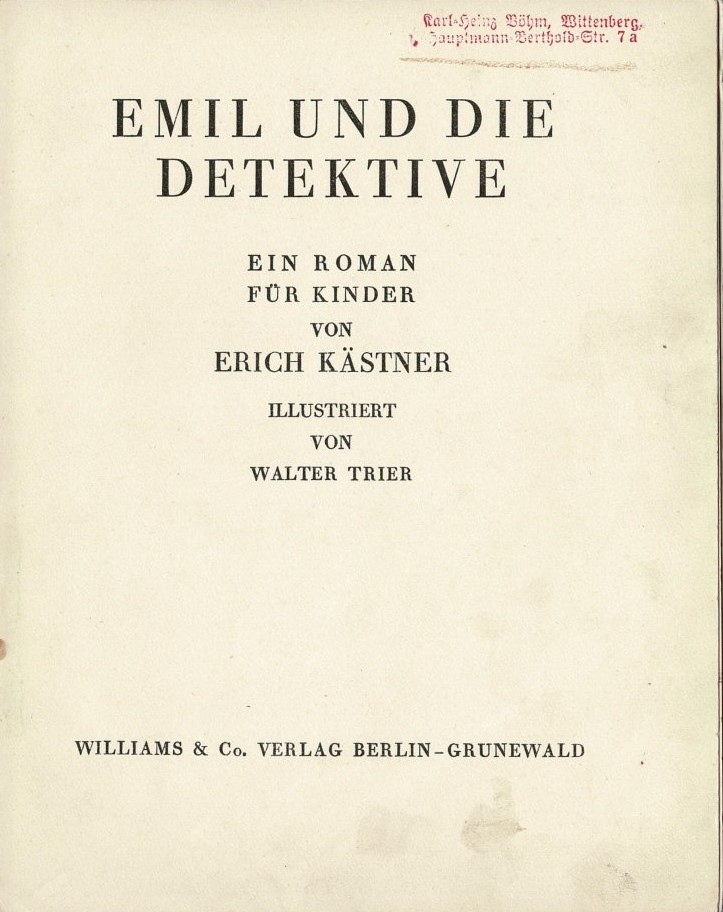
ウィリアムズ＆カンパニー社版

ノイシュタット（ケストナーの生地でもある）で実科学校に通う母子家庭のエーミール・ティッシュバインは、休暇を利用してベルリンの母方の祖母及び従妹に会いに行く事にする。大工だった父は幼少の頃に病死、自分のヘアサロンを持つ美容師でもある母は、祖母への仕送りの為に、エーミールに現金140マルク（100マルク札1枚と20マルク札2枚）を託すが、エーミールは乗った汽車の中で居眠りしている間に、ボックスシートで相席になった〈マックス・グルントアイス〉と名乗る男に金をすられてしまう。

犯人と目したグルントアイスを追って、ベルリン市内ヴィルマースドルフ区のベルリン動物園駅に降り立ったはいいが、そこは目的地ではなく、所持金もないため途方に暮れるエーミール。そこに地元の顔役の少年、グスタフが声をかけて来た。

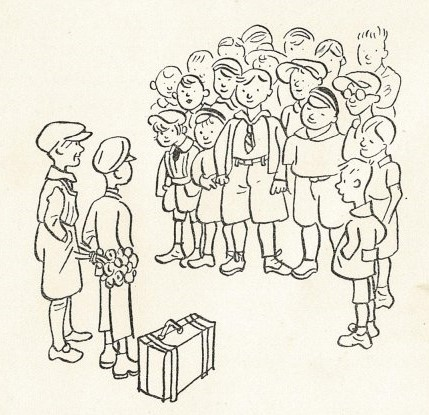
ワルター・トリヤーによる「よし、みんな！　ここにいるのがそのエーミールだ！」のシーン

話を聞いたグスタフは、「地元での悪戯が原因で睨まれているらしいから警察の世話にはなりたくない」と言うエーミールに、仲間達と共に証拠を押さえる追跡の手助けを申し出る。初めは隠密行動のつもりだったが、ベルリン中の少年達が事情を知って助太刀に駆けつける騒ぎに発展。これではこちらの存在を知られるのは時間の問題、ということで作戦は急遽変更、「僕らはお前が何をやったか知っているぞ」と取り囲んでプレッシャーをかける事になった。グルントアイスが苛立って自分達に手を上げたら警察に介入させられるためでもある。
囲まれて進退窮まったグルントアイスは金を銀行で両替、物証を消そうとしたが、エーミールの指摘により犯行が発覚、逮捕される。移送されたベルリン警視庁での取調べにより、グルントアイスの正体は懸賞金1000マルクを懸けて手配中の銀行強盗犯の一味で、エーミールに自己紹介した際の名前も偽名である事が判明した。エーミールは被害金を取り戻すと共に、銀行から提供された懸賞金を警察を通じて受け取り、大団円となる。最後に、祖母から全員に対して「防犯のためにも多額の現金を携帯するな、金融機関を通じて送金せよ」という教訓が示される。
ケストナー本人も、物語の中に新聞記者として登場、困っているエーミールに金を貸したり、エーミールと仲間達の手柄を記事化して母親を驚かせたりしている。

## 登場人物
- エーミール・ティッシュバイン：主人公。父親と死別し母子家庭。
- グスタフ：姓は不明。ベルリンの顔役の少年。警笛（金属ラッパにエアバッグ付き）を常に持ち歩いており、仲間を集める時に鳴らしながら走り回るので〈警笛のグスタフ〉の二つ名で知られる。10分あれば20人は集められるのが自慢。
- テーオドル・ハーバーラント：法律顧問官の父親を持つ秀才。参謀格。仲間達の出すアイデアに「良だ!」「優だ!」と評点を下すため、〈教授君〉とあだ名されている。
- ディーンスターク（Dienstag）：仲間内で一番小柄な少年。追跡行では情報センターを担当する。日本語では〈火曜日君〉。
- トラウゴット、ミッテンツヴァイ兄弟、ゲロルト、クルムビーゲル、ペツォルト、その他：〈探偵〉達
- おばあさん：エーミールの祖母。
- ポニー〈ヒュートヘン〉・ハイムボルト：エーミールの従妹。祖母・両親（エーミールの叔父母）と共にベルリンに住む。
- エーリヒ・ケストナー：作者自身。新聞記者。
- マックス・グルントアイス：窃盗犯人。他にミュラー、ヘルバート・キースリングなどとも名乗る。正体は一月前にハノーバーで銀行強盗をやった3人組の一人。
- ハインリヒ・イェシュケ：ノイシュタットの警察官。巡査部長。

## 映画

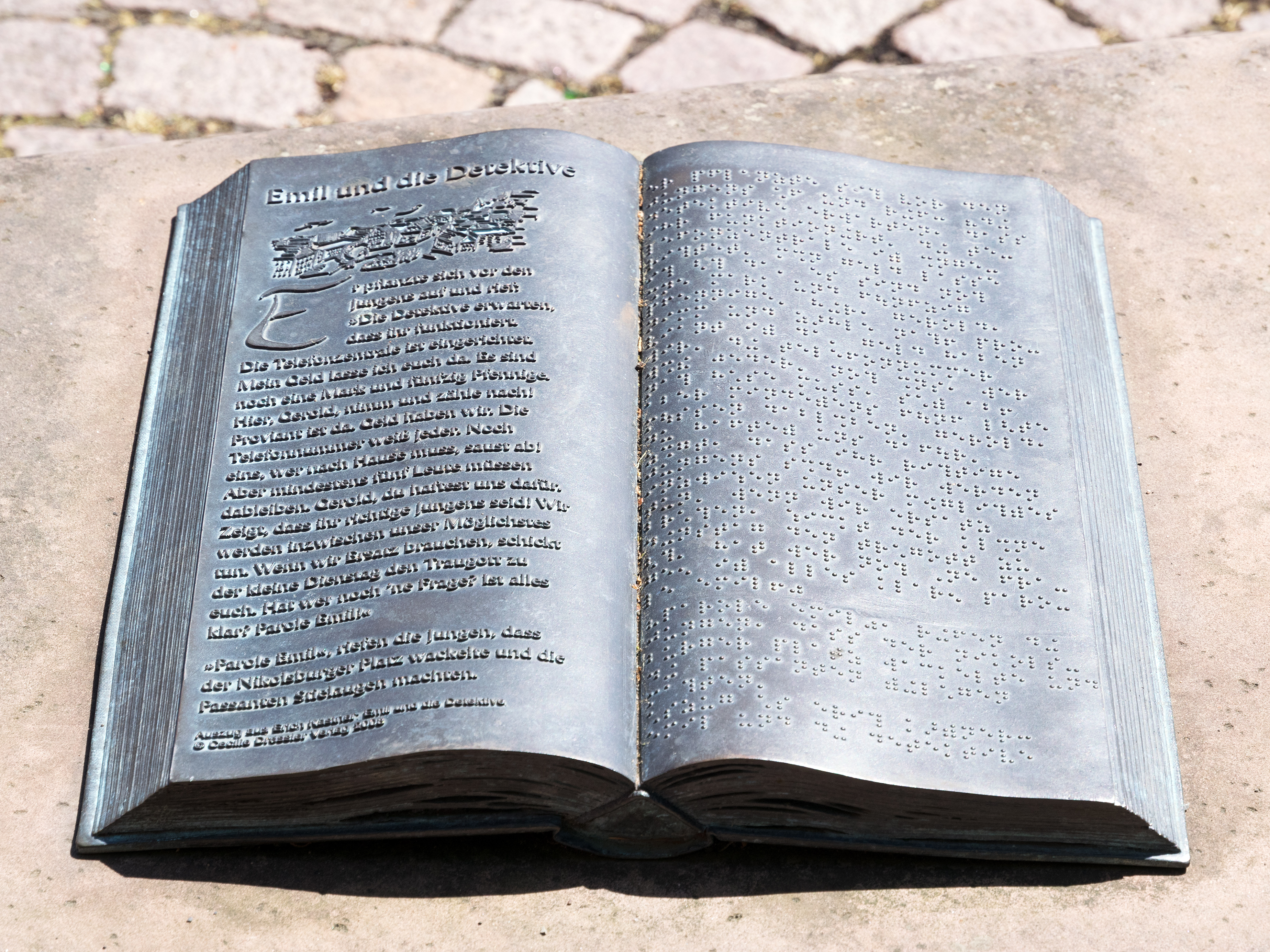
マールブルクの記念碑

1931年のゲルハルト・ランプレヒト監督による初映画化以来、ドイツ・イギリス・アメリカ・日本・ブラジルで都合9回映画化されており、また舞台劇やミュージカルとしてもたびたび上演されている。
日本公開された映画
- 少年探偵団（1931年、ドイツ）
- エミールと少年探偵団（1954年、オーストリア・西ドイツ）
- エミールと探偵たち（1964年、アメリカ）
- エーミールと探偵たち（2001年、ドイツ）